# Aconitum birobidshanicum
Aconitum birobidshanicum là một loài thực vật có hoa trong họ Mao lương. Loài này được Vorosch. mô tả khoa học đầu tiên năm 1941.